# 가바토군

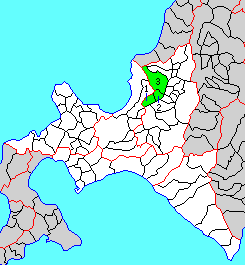
가바토 군의 위치

가바토군(일본어: 樺戸郡)은 일본 홋카이도 도오 지방(이시카리 국)의 소라치 지청 서부에 있는 군이다.
인구 10,496명, 면적 747.7km², 인구밀도 14명/km².(2025년 2월 28일, 주민기본대장인구)
이하 3정으로 구성된다.
- 쓰키가타정(月形町)
- 우라우스정(浦臼町)
- 신토쓰카와정(新十津川町)

## 역사
에도 시대의 가바토 군역은 서 에조치에 속했고 마쓰마에번령이었다. 에도시대 후기가 되면서 국방상의 이유로 가바토 군역은 천령이 되었다. 1869년 8월 15일에 가바토 군이 두어져 홋카이도 이시카리국에 포함되었다.